# Phường 10, thành phố Sóc Trăng
Phường 10 là một phường thuộc thành phố Sóc Trăng, tỉnh Sóc Trăng, Việt Nam.

## Địa lý
Phường 10 nằm ở phía nam thành phố Sóc Trăng, có vị trí địa lý:
- Phía đông và phía nam giáp huyện Mỹ Xuyên
- Phía tây giáp huyện Mỹ Tú và huyện Mỹ Xuyên
- Phía bắc giáp Phường 2 và Phường 3.

Phường 10 có diện tích 7,54 km², dân số năm 2022 là 6.526 người, mật độ dân số đạt 865 người/km².

## Hành chính
Phường 10 được chia thành 4 khóm: 1, 2, 3, Tâm Trung.

## Lịch sử
Ngày 30 tháng 10 năm 1995, Chính phủ ban hành Nghị định số 70-CP về việc thành lập Phường 10 trên cơ sở 124,4 ha diện tích tự nhiên và 48 nhân khẩu của Phường 3; 416,63 ha diện tích tự nhiên và 2.873 nhân khẩu của xã Đại Tâm thuộc huyện Mỹ Xuyên.
Phường 10 có diện tích tự nhiên 514,03 ha và 2.921 nhân khẩu.
Ngày 8 tháng 2 năm 2007, Chính phủ ban hành Nghị định số 22/2007/NĐ-CP về việc thành lập thành phố Sóc Trăng thuộc tỉnh Sóc Trăng. Phường 10 trực thuộc thành phố Sóc Trăng.